# أمعائية ضغطية
أمعائية ضغطية (الاسم العلمي:Enterobacter nimipressuralis) هي نوع من البكتيريا يتبع جنس الأمعائية من فصيلة الأمعائيات.